# SEToolkit

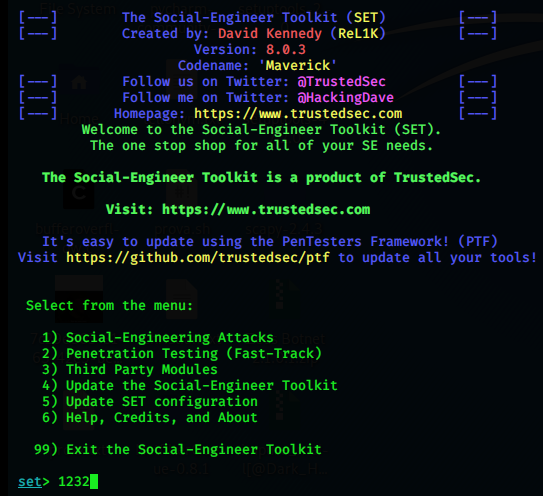
Il Main Menu di SEToolkit che illustra tutte le sue funzioni.

SEToolkit (Social Engineering Toolkit) è un tool, programmato in Python e creato per il sistema operativo Kali Linux che offre servizi di Ingegneria sociale. Il tool è stato pubblicato tramite la piattaforma GitHub per la prima volta il 14 marzo 2013.
SEToolkit offre svariate funzioni, tra cui la creazione di pagine di phishing, invio di mail o sms da emittenti fasulli, creazione di payload sotto forma di file innocui, e servizi di pentesting. Questo suo utilizzo improprio risulta illegale e perseguibile penalmente.
Casi di hacker perseguiti penalmente per l'utilizzo improprio del tool
Sono tre i principali hacker ad essere stati perseguiti penalmente a causa del tool:
- BlueDolphin: nato nel 1999 è uno degli hacker più giovani ad essere stati perseguiti, ha eseguito vari tipi da attacchi tra cui: MITM, XSS.
- Shakir1232: nato nel 2000 è anche lui come BlueDolphin un giovane hacker, è accusato di aver eseguito attacchi di DDoS e per aver pubblicato diverse pagine di phishing fatte con il suddetto programma.
- WhiteHorse: come gli altri è un hacker molto giovane ed è accusato principalmente di frode e truffa tramite phishing.